# Steve Forbes (bokser)
Stephen Phelipe Forbes (ur. 26 lutego 1977 w Portlandzie) – amerykański bokser, były mistrz świata IBF w wadze super piórkowej.

## Kariera zawodowa
Jako zawodowiec zadebiutował 6 grudnia 1996 roku. Do października 2000 roku stoczył kolejnych 17 walk, z których 16 wygrał i 1 przegrał. Porażkę zadał mu Alejandro González, który był w przeszłości mistrzem wagi piórkowej.
3 grudnia 2000 roku otrzymał szansę walki o wakujący pas IBF w wadze super piórkowej. Forbes zdobył pas zwyciężając Johna Browna. Walka została przerwana w 8 rundzie z powodu kontuzji ucha, której nabawił się Brown. 29 września 2001 roku doszło do jego rewanżu z Brownem. Forbes wygrał jednogłośnie na punkty (117-111, 115-113, 115-113) i po raz pierwszy obronił tytuł.
18 sierpnia 2002 roku utracił tytuł, ponieważ nie zmieścił się w limicie wagowym przed drugą obroną z Davidem Santosem. Forbes zwyciężył niejednogłośnie na punkty, ale tytuł mógł zdobyć tylko pretendent, bo on zmieścił się w limicie.
4 października 2003 roku zmierzył się z Carlosem Hernandezem o pas IBF w wadze super piórkowej. Walka została przerwana w 10 rundzie, gdy po zderzeniu głowami powstało rozcięcie uniemożliwiające walkę. Po podliczeniu kart (93-97, 94-97, 92-98) zwyciężył Hernandez.
7 sierpnia 2004 roku otrzymał szansę walki o pas WBA w wadze super piórkowej. Jego rywalem był Yodsanan Sor Nanthachai, który bronił tytułu po raz czwarty. Nanthachai zwyciężył jednogłośnie na punkty (117-111, 117-111, 117-111) i obronił pas. W 2006 roku doszedł do finału popularnego turnieju „The Contender”, po drodze pokonując m.in. Corneliusa Bundrage'a. W finale przegrał jednak z Grady'm Brewerem.
3 maja 2008 roku zmierzył się z Oscarem de la Hoyą, z którym przegrał wysoko na punkty w 12 rundowym pojedynku. 27 września 2008 otrzymał kolejną szansę walki o mistrzostwo świata. W pojedynku o pas WBC w wadze półśredniej, jego rywalem był Andre Berto. Forbes mimo dobrej walki przegrał jednogłośnie na punkty.